# Rally de Zlín de 2009
El Rally de Zlín de 2009, oficialmente 39. Barum Czech Rally Zlín 2009, fue la 39.ª edición, la octava ronda de la temporada 2009 del IRC y la séptima ronda de la temporada 2009 del Campeonato de Europa de Rally. Se celebró del 20 al 22 de agosto y contó con un itinerario de quince tramos sobre asfalto que sumaban un total de 254,96 km cronometrados.

## Itinerario
| Día                  | Tramo | Hora  | Nombre        | Distancia | Ganador                 | Tiempo  | Líder rally   |
| -------------------- | ----- | ----- | ------------- | --------- | ----------------------- | ------- | ------------- |
| Día 1 (21 de agosto) | SS1   | 21:00 | SSS Zlín      | 9.36 km   | Juho Hänninen           | 7:08.5  | Juho Hänninen |
| Día 2 (22 de agosto) | SS2   | 08:53 | Pindula 1     | 19.13 km  | Jan Kopecký             | 9:58.4  | Jan Kopecký   |
| Día 2 (22 de agosto) | SS3   | 09:56 | Halenkovice 1 | 17.39 km  | Jan Kopecký             | 9:16.7  | Jan Kopecký   |
| Día 2 (22 de agosto) | SS4   | 10:44 | Kudlovice 1   | 22.47 km  | Kris Meeke              | 12:19.3 | Jan Kopecký   |
| Día 2 (22 de agosto) | SS5   | 12:42 | Pindula 2     | 19.13 km  | Jan Kopecký             | 9:55.0  | Jan Kopecký   |
| Día 2 (22 de agosto) | SS6   | 13:20 | Zádveřice 1   | 14.82 km  | Jan Kopecký             | 7:46.9  | Jan Kopecký   |
| Día 2 (22 de agosto) | SS7   | 15:28 | Halenkovice 2 | 17.39 km  | Juho Hänninen           | 9:20.4  | Jan Kopecký   |
| Día 2 (22 de agosto) | SS8   | 16:16 | Kudlovice 2   | 22.47km   | Jan Kopecký Freddy Loix | 13:11.8 | Jan Kopecký   |
| Día 2 (22 de agosto) | SS9   | 17:34 | Zádveřice 2   | 14.82km   | Jan Kopecký             | 8:20.6  | Jan Kopecký   |
| Día 3 (23 de agosto) | SS10  | 08:48 | Troják 1      | 28.81km   | Kris Meeke              | 16:45.3 | Jan Kopecký   |
| Día 3 (23 de agosto) | SS11  | 09:31 | Semetín 1     | 11.71km   | Jan Kopecký             | 7:05.1  | Jan Kopecký   |
| Día 3 (23 de agosto) | SS12  | 10:54 | Komárov 1     | 8.47km    | Kris Meeke              | 4:49.6  | Jan Kopecký   |
| Día 3 (23 de agosto) | SS13  | 12:47 | Troják 2      | 28.81km   | Kris Meeke              | 16:17.9 | Jan Kopecký   |
| Día 3 (23 de agosto) | SS14  | 13:30 | Semetín 2     | 11.71km   | Juho Hänninen           | 6:46.3  | Jan Kopecký   |
| Día 3 (23 de agosto) | SS15  | 14:53 | Komárov 2     | 8.47km    | Juho Hänninen           | 4:47.3  | Jan Kopecký   |

## Clasificación final
| Pos.                 | Piloto             | Copiloto       | Automóvil                      | Tiempo    | Diferencia | Puntos |
| IRC                  | IRC                | IRC            | IRC                            | IRC       | IRC        | IRC    |
| -------------------- | ------------------ | -------------- | ------------------------------ | --------- | ---------- | ------ |
| 1.                   | Jan Kopecký        | Petr Starý     | Škoda Fabia S2000              | 2:24:21.1 |            | 10     |
| 2.                   | Kris Meeke         | Paul Nagle     | Peugeot 207 S2000              | 2:25:21.5 | +1:00.4    | 8      |
| 3.                   | Juho Hänninen      | Mikko Markkula | Škoda Fabia S2000              | 2:26:21.9 | +2:00.8    | 6      |
| 4.                   | Roman Kresta       | Petr Gross     | Peugeot 207 S2000              | 2:26:31.9 | +2:10.8    | 5      |
| 5.                   | Martin Prokop      | Jan Tománek    | Peugeot 207 S2000              | 2:27:00.7 | +2:39.6    | 4      |
| 6.                   | Pavel Valoušek     | Zdeněk Hrůza   | Škoda Fabia S2000              | 2:29:11.5 | +4:50.4    | 3      |
| 7.                   | János Tóth         | Robert Tagai   | Peugeot 207 S2000              | 2:29:40.8 | +5:19.7    | 2      |
| 8.                   | Václav Pech junior | Petr Uhel      | Mitsubishi Lancer Evo IX       | 2:29:44.3 | +5:23.2    | 1      |
| Campeonato de Europa |                    |                |                                |           |            |        |
| 1. (9.)              | Michał Sołowow     | Maciej Baran   | Peugeot 207 S2000              | 2:30:14.3 |            | 15     |
| 2. (13.)             | Jan Černý          | Pavel Kohout   | Subaru Impreza WRX STi         | 2:35:54.6 | +5:40.3    | 10     |
| 3. (17.)             | Marco Cavigioli    | Enrico Cantoni | Fiat Abarth Grande Punto S2000 | 2:38:20.1 | +8:05.8    | 6      |

| Predecesor: Madeira 2009 | ERC 2009 | Sucesor: Príncipe 2009 |
| Predecesor: Madeira 2009 | IRC 2009 | Sucesor: Príncipe 2009 |